# Michael Herr (Schriftsteller)
Michael Herr (* 13. April 1940 in Syracuse, New York; † 23. Juni 2016 in New York City, New York) war ein US-amerikanischer Schriftsteller und Drehbuchautor. Der ehemalige Kriegsberichterstatter wurde vor allem als Autor von Dispatches (dt.: An die Hölle verraten), einer Denkschrift über seine Zeit als Korrespondent für das Esquire Magazine (1967–1969) während des Vietnamkriegs, bekannt. Das Buch wurde von The New York Times Book Review als das beste über den Vietnamkrieg geschriebene Buch bezeichnet. Darüber hinaus wird Herr als einer der Pioniere des literarischen Genres des non-fiktionalen Romans (zusammen mit Truman Capote, Norman Mailer und Tom Wolfe) angesehen.
Michael Herr war Mitautor des für einen Oscar nominierten Drehbuchs zu Full Metal Jacket, das er zusammen mit seinem Freund Stanley Kubrick und Gustav Hasford, dem Autor der Literaturvorlage The Short-Timers, schrieb. Herr schrieb außerdem die Voice-over-Texte für Francis Ford Coppolas Apocalypse Now und arbeitete weiterhin mit Richard Stanley für das Originaldrehbuch zur Filmadaption der Erzählung Die Insel des Dr. Moreau von H. G. Wells zusammen. Er schrieb auch eine frühe Drehbuchfassung zu einer geplanten Verfilmung des Buches On the Road von Jack Kerouac, die jedoch verworfen wurde.

## Werke
- 1977: Dispatches (dt. 1979: An die Hölle verraten)
- 1987: The Big Room: Forty-Eight Portraits from the Golden Age[4] (mit Guy Peellaert)
- 1990: Walter Winchell: A Novel[5]
- 2001: Kubrick[6]